# Trichocoroninae
Trichocoroninae es una subtribu perteneciente a la subfamilia Asteroideae dentro de las asteráceas.

## Descripción
Las especies de esta subtribu son hierbas acuáticas (o sub-acuáticas) y ascendentes con ciclos perennes de vida. La ramificación encima de la base puede ser pobre.
Las hojas son sésiles a lo largo del vástago y están dispuestas de manera opuesta, a veces verticiladas. Las inflorescencias se componen de distintos capítulos con largos pedúnculos. Las cabezas de las flores están formadas por una carcasa compuesta de escalas persistente dispuestas de manera imbricada dentro de la cual un receptáculo actúa como una base de flores tubulares. El receptáculo, convexo o cónico, está libre de escamas para proteger la base de las flores, y son verrugosas pero  sin pelos . Las frutas son aquenios con vilano. La forma del aquenio es prismático con 5 costillas. El carpóforo normalmente es visible, a veces está coronado por un anillo. 
Distribución y hábitat [ editar ]

## Distribución
Las especies de esta subtribu viven principalmente entre los EE. UU. del sur / este y México en los hábitats relacionados con esas áreas.

## Géneros
La subtribu comprende 3 géneros con 4 especies.
| Géneros                              | N. especies                                              | Distribución     |
| ------------------------------------ | -------------------------------------------------------- | ---------------- |
| Sclerolepis Cass., 1816              | 1 sp. (S. uniflora (Walter) Britton, Sterns & Poggenb. ) | endemismo de USA |
| Shinnersia R.M. King & H. Rob., 1970 | 1 sp. (S. rivularis (A. Gray) R.M. King & H. Rob. )      | USA y México     |
| Trichocoronis A. Gray, 1849          | 2 spp.                                                   | USA y México     |